# Karilatsi (Kõlleste)
Karilatsi – wieś w Estonii, w prowincji Põlva, w gminie Kõlleste.